# 26842 Hefele
26842 Hefele è un asteroide della fascia principale. Scoperto nel 1991, presenta un'orbita caratterizzata da un semiasse maggiore pari a 3,0693869 UA e da un'eccentricità di 0,1742151, inclinata di 6,28060° rispetto all'eclittica.